# Z 23
Z 23 war das erste Boot der Klasse Zerstörer 1936 A der Kriegsmarine und erhielt als erster Zerstörer der Kriegsmarine keinen Namen mehr. Das Boot wurde nach einem Bombentreffer in La Rochelle (Frankreich) am 21. August 1944 außer Dienst gestellt und nach Kriegsende in Brest abgewrackt.

## Bau und technische Daten
Die Kiellegung erfolgte am 15. November 1938 bei der Deschimag in Bremen, der Stapellauf am 15. Dezember 1939.
Die acht Boote des Typs 1936 A sollten – erstmals bei deutschen Zerstörern – 15-cm-Geschütze anstelle der bisher gebräuchlichen 12,7-cm-Geschütze erhalten und waren daher etwas länger und breiter als ihre Vorgänger. Da sich die Auslieferung des für das Vorschiff vorgesehenen 15-cm-Doppelturms jedoch verzögerte, wurden Z 23 und die folgenden Schwesterschiffe zunächst nur mit einer 15-cm-Einzellafette auf der Back und drei 15-cm-Einzellafetten auf dem Achterschiff fertiggestellt. Erst im Sommer 1942 erhielt Z 23 den geplanten 15-cm-Doppelturm auf der Back, was die Seeeigenschaften des Bootes erheblich verschlechterte. Der Verdrängungsschwerpunkt lag bei allen Zerstörern der Kriegsmarine schon zu weit vorne, und nach dem Einbau des mit Unterbau 65 Tonnen schweren Doppelturmes nahm das Vorschiff bei Seegang noch mehr Wasser über. Bei stärkerem Seegang musste daher die Geschwindigkeit herabgesetzt werden. Außerdem waren die Türme nicht wasserdicht, was zu häufigen Kurzschlüssen führte. Ein weiterer Nachteil war, dass die 45-kg schwere 15-cm-Granate per Hand geladen wurde, was die Feuergeschwindigkeit gegenüber dem 12,7-cm-Geschütz erheblich verringerte.

## Einsatzgeschichte
Die Indienststellung erfolgte am 15. September 1940. Nach einem zweimonatigen Programm von Versuchs-, Erprobungs- und Ausbildungsfahrten in der Ostsee, das von einem kurzen Werftaufenthalt mit Vorschiffumbau unterbrochen wurde, bildete das Boot zusammen mit den Schwesterschiffen Z 24 und Z 25 im Dezember 1940 den Grundstock für die zu diesem Zeitpunkt neu aufgestellte 8. Zerstörerflottille “Narvik”. Am 21. – 23. März 1941 verlegte Z 23 zusammen mit Z 24 von Kiel nach Bergen. Von dort aus versah das Boot zunächst vom 26. bis zum 28. März Geleitsicherung für den Schweren Kreuzer Admiral Hipper von Bergen in das Skagerrak und vom 30. März bis zum 1. April für den Schweren Kreuzer Admiral Scheer von Bergen nach Kiel. Vom 18. bis zum 22. Mai 1941 gehörte Z 23 zum Geleit der zum Unternehmen Rheinübung von Swinemünde in den Nordatlantik auslaufenden Kampfgruppe Bismarck/Prinz Eugen unter dem Flottenchef Admiral Günther Lütjens. Danach lief Z 23 nach Trondheim ein und von dort am 25./26. Mai zusammen mit Z 10 Hans Lody und Z 16 Friedrich Eckoldt zurück nach Wilhelmshaven. Am 10. Juni 1941 lief Z 23 nach Kiel und dann am Abend mit vier weiteren Zerstörern als Geleit für den beschädigten Schweren Kreuzer Lützow von Kiel nach Norwegen aus; der Kreuzer musste nach einem am 12. Juni vor Lindesnes an der Südwestspitze von Norwegen erhaltenen Flugzeugtorpedotreffer zurück nach Kiel geleitet werden.
Von Kiel aus verlegten Z 23 und Z 24 vom 16. bis zum 19. Juni 1941 nach Brest, wo die beiden Boote bis zum 23. Oktober 1941 der 5. Zerstörerflottille unterstellt waren. In dieser Zeit war das Boot vom 20. bis 24. Juli Teil der Sicherungsstreitkräfte des zu Probefahrten und Schießübungen ausgelaufenen Schlachtschiffs Scharnhorst, sowie vom 21. bis zum 23. August Teil des Geleits für den heimkehrenden Hilfskreuzer Orion in die Girondemündung. Am 23. Oktober 1941 wurden Z 23 und Z 24 wieder von La Pallice durch den Ärmelkanal nach Deutschland und zur 8. Z-Flottille zurückverlegt; sie erreichten Wesermünde am 26. Oktober.
Am 24./25. November 1941 fuhr Z 23 mit den beiden Zerstörern Z 27 und Z 5 Paul Jacobi von Kiel nach Aarhus (Dänemark), wo Minen geladen wurden, die dann ab 30. November in mehreren Etappen von Kristiansand entlang der Küste Norwegens bis nach Kirkenes verlegt wurden. Kirkenes wurde am 12. Dezember erreicht, und das Boot nahm von dort aus in der Folge an Geleitaufgaben, Aufklärungsfahrten und Minenlegeunternehmen teil. Am 17. Dezember stießen Z 23, Z 24, Z 25 und Z 27 bei einem offensiven Minenlegeunternehmen nördlich von Kap Gorodeckij auf die beiden britischen Minensucher HMS Speedy und HMS Hazard. Die Speedy wurde bei dem kurzen Gefecht beschädigt, aber die Zerstörer brachen das Gefecht ab, da sie eine volle Ladung Minen an Bord hatten, und liefen am folgenden Tag wieder in Kirkenes ein. Am 26. und 27. Dezember 1941 war Z 23 an zwei weiteren Vorstößen aus dem Ofotfjord und in Richtung Lofoten beteiligt. Am 13. Januar 1942 verlegten Z 23 und Z 24, gesichert durch Z 25, vier Minensperren in der Nähe des Kap Kacovskij im Weißen Meer. Am 20. Januar 1942 rammte Z 23 bei einer Nebelfahrt von Kirkenes nach Tromsø kurz nach dem Auslaufen das durch Grundberührung festsitzende Schwesterschiff Z 24 am Heck und riss sich dabei das Vorschiff auf. Da Z 24 aufgrund der am Heck erlittenen Beschädigungen ebenfalls nicht mehr einsatzbereit war, liefen alle drei Boote wieder nach Kirkenes ein. Nach erfolgter Notreparatur liefen sie dann am 27./28. Januar nach Tromsø. Von dort lief Z 23 nach Trondheim, wo das Boot am 2. Februar in die Werft ging, und dann nach erfolgter Notreparatur nach Bremerhaven, wo es eingedockt wurde. Dort erhielt das Boot als erster Zerstörer anstatt des 15-cm-Einzelgeschützes auf der Back seinen 15-cm-Doppelturm.
Bedingt durch die Umrüstung war das Boot erst im August 1942 wieder einsatzbereit. Es wurde wieder der 8. Zerstörerflottille unter Flottillenchef Kapitän zur See Gottfried Pönitz zugewiesen. Vom 15. bis zum 19. August geleitete Z 23 das Minenschiff Ulm von Swinemünde nach Narvik. Vom 24. bis zum 28. September unternahm das Boot zusammen mit Z 28, Z 29, Z 30 und dem Schweren Kreuzer Admiral Hipper die Minenwurfaktion „Zarin“ in der Barentssee bei der Insel Nowaja Semlja und lief danach in den Altafjord ein. Im Oktober war Z 23 an der Sicherung einer Reihe von Kriegsschiffverlegungen in Nordnorwegen beteiligt. Am 1./2. Oktober begleiteten Z 23 und Z 28 die Admiral Hipper nach Narvik. Am 20. Oktober geleitete der Zerstörer zusammen mit Z 28 die Admiral Scheer vom Altafjord in die Narviker Bogenbucht. Am 23. Oktober sicherte das Boot zusammen mit Z 28, Z 29, Z 4 Richard Beitzen und Z 16 Friedrich Eckoldt die Verlegung des Schlachtschiffs Tirpitz und des Schweren Kreuzers Admiral Scheer nach Trondheim, wo die Tirpitz am 24. Oktober zur Reparatur zurückblieb, und dann zusammen mit Z 28 und Z 29 ab 7. November den Rückmarsch der Admiral Scheer nach Deutschland, wobei Z 23 und Z 29 am 9. November nach Kopenhagen entlassen wurde. Dort wurden ein Bunkerriß und andere Schäden festgestellt, die jedoch zunächst nicht beseitigt werden konnten, denn vom 12. bis zum 18. November mussten Z 23, Z 25 und Z 29 erst den am 11. November aus Swinemünde ausgelaufenen Leichten Kreuzer Nürnberg nach Trondheim geleiten, wo Z 23 dann in die Werft ging.
Vom 8. bis zum 11. Februar 1943 verlegte die 8. Zerstörerflottille mit Z 23 nach Kiel, von wo aus dann mehrere Ausbildungsfahrten in der Ostsee durchgeführt wurden. Danach verlegte das Boot in der Zeit vom 3. bis zum 8. März im Verband der 8. Zerstörerflottille nach Bordeaux in Westfrankreich. Am 16. März verlegten Z 23, Z 24 und Z 32 nach Royan. Von dort aus gaben die Boote der Flottille Blockadebrechern Ferngeleit und beteiligten sich an der Heimholung von U-Booten. Erwähnenswert sind der Einsatz am 28./29. März zum Geleit in die Biskaya des für Japan bestimmten Blockadebrechers Himalaya, der seine Fahrt jedoch nach Entdeckung durch britische Aufklärer abbrechen musste, sowie die Aufnahme des italienischen Blockadebrechers Pietro Orseolo am 1. April 140 Seemeilen westlich von Vigo, bei der Z 23 von britischen Torpedo- und Bomberflugzeugen angegriffen wurde und fünf Tote und 31 Verletzte zu beklagen hatte. Die Pietro Orseolo erlitt bei diesem Angriff zwar einen Torpedotreffer, wurde aber dennoch am 2. April sicher in die Gironde eingebracht. Am 8. Mai ging Z 23 zur Maschinenüberholung nach La Pallice, wo das Boot bei einem britischen Luftangriff am 4. Juli im Dock leicht beschädigt wurde. Da aber das Dock beschädigt war, konnte das Boot erst am 7. August wieder ausdocken und dann am 10./11. August wieder nach Royan zurückkehren.
Am Morgen des 25. Dezember 1943 erlitt Z 23 beim Einholen des Blockadebrechers Osorno (Unternehmen Bernau) vor der Girondemündung einen Wassereinbruch im Vorschiff und musste aus dem Verband entlassen werden; auf dem Rückweg wurden in der schweren See vier Besatzungsmitglieder durch einen Brecher über Bord gespült. Nur wenige Tage später gerieten fünf Boote der 8. Z-Flottille, darunter auch Z 23, und die 4. Torpedoboots-Flottille beim vergeblichen Versuch, den am 4. Oktober 1943 aus Kōbe ausgelaufenen Blockadebrecher Alsterufer in die Gironde einzubringen (Unternehmen Trave), am 28. Dezember in der Südbiskaya in ein Gefecht mit den britischen Leichten Kreuzern Glasgow und Enterprise. Dabei konnten die deutschen Boote ihre nominelle artilleristische Überlegenheit nicht ausspielen, da der schwere Seegang die Ausnutzung ihrer vollen Geschwindigkeit nicht zuließ und einen wirkungsvollen Einsatz der Geschütze bei den Zerstörern sehr erschwerte, bei den Torpedobooten praktisch unmöglich machte. Bei dem sich daraufhin entwickelnden laufenden Gefecht wurden Z 27 (mit dem Flottillenchef Kapitän zur See Hans Erdmenger) und die beiden Torpedoboote T 25 und T 26 versenkt.
In den Folgemonaten war Z 23 weiterhin mit Geleitaufgaben und dem Einholen von U-Booten befasst. Erwähnenswert war schließlich noch die erfolgreiche Hereinholung vom 9. bis zum 11. März 1944 des japanischen Blockadebrecher-U-Boots I-29 durch Z 23 und ZH 1 sowie die beiden Torpedoboote T 27 und T 29 nach Lorient. Das U-Boot war am 16. Dezember 1943 aus Singapur ausgelaufen; seine Ladung bestand – neben 16 hochrangigen Offizieren, Diplomaten und Ingenieuren – aus 80 t Rohgummi, 80 t Wolfram, 50 t Zinn, 2 t Zink und 3 t Chinin, sowie Opium und Kaffee. Es erreichte die Biskaya am 9. März und wurde von der deutschen Geleitgruppe trotz zweier Angriffe britischer Fliegerstaffeln unbeschädigt nach Lorient gebracht.

## Verbleib
Seit Beginn der alliierten Invasion Nordfrankreichs im Juni 1944 lag Z 23 in der Werft in La Pallice. Dort wurde das Boot am 12. August 1944 bei einem Bombenangriff auf den Hafen von La Rochelle so schwer beschädigt, dass seine Einsatzbereitschaft nicht wieder hergestellt werden konnte. Am 21. August 1944 wurde es außer Dienst gestellt. Eine vorgesehene Sprengung oder Versenkung als Blockschiff fand jedoch nicht mehr statt, sodass das Boot französische Kriegsbeute wurde. Zwar wurde es noch in Leopard umbenannt und im Oktober 1945 nach Brest geschleppt, dann aber doch nicht repariert. 1951 wurde das Boot aus der Kriegsschiffliste gestrichen und abgewrackt.

## Kommandanten
| 15. September 1940 bis Mai 1942 | Korvettenkapitän/Fregattenkapitän Friedrich Böhme |
| Mai 1942 bis März 1944          | Korvettenkapitän/Fregattenkapitän Heinrich Wittig |
| März 1944 bis 21. August 1944   | Korvettenkapitän Helmut von Mantey                |